# Borup (Minnesota)
Borup es una ciudad ubicada en el condado de Norman en el estado estadounidense de Minnesota. En el Censo de 2010 tenía una población de 110 habitantes y una densidad poblacional de 169,88 personas por km².

## Geografía
Borup se encuentra ubicada en las coordenadas 47°10′49″N 96°30′21″O / 47.18028, -96.50583. Según la Oficina del Censo de los Estados Unidos, Borup tiene una superficie total de 0.65 km² a tierra firme.

## Demografía
Según el censo de 2010, había 110 personas residiendo en Borup. La densidad de población era de 169,88 hab./km². De los 110 habitantes, Borup estaba compuesto por el 97.27% blancos, el 1.82% eran amerindios y el 0.91% pertenecían a dos o más razas. Del total de la población el 5.45% eran hispanos o latinos de cualquier raza.